# Yevhen Yehorov
Yevhen Pavlovych Yehorov (em ucraniano:  Євген Павлович Єгоров) (17 de maio de 1917 - 4 de maio de 2005) foi um designer gráfico, pintor e professor ucraniano e um Artista Homenageado da Ucrânia.

## Biografia
Yevhen Pavlovych Yehorov nasceu em Lyman, Oblast de Donetsk, Ucrânia, em 17 de maio de 1997, na família de um ferroviário.
Em 1939, ele ofereceu-se para lutar com o Exército Vermelho, participando da Guerra de Inverno. Durante a Segunda Guerra Mundial, ele lutou como parte do 8º Corpo de Tanques soviético, lutando na Quarta Batalha de Kharkiv, Batalha de Stalingrado, Batalha de Kursk, Levante de Varsóvia e Batalha de Berlim.
Em 1958, tornou-se membro da União Nacional dos Artistas da Ucrânia. No ano seguinte, foi nomeado professor associado e chefe do departamento de desenho da Academia Estadual de Design e Belas Artes de Kharkiv. Ao longo da sua carreira, ele realizou uma série de exposições do seu trabalho, incluindo em Kharkiv em 1957, 1967, 1972, 1977 e 1987, em Kiev em 1969, 1972 e 1987, e em Harbin, China em 1997.
Ele faleceu em Kharkiv em 2005, aos 87 anos.